# Jaguar I-Pace
El Jaguar I-Pace es un crossover compacto tipo SUV eléctrico de batería lanzado en 2018 por Jaguar Land Rover bajo su marca Jaguar. La versión conceptual fue presentada por JLR en el Salón del Automóvil de Los Ángeles de 2016. La versión de producción fue presentada a finales de 2017. Parte de la tecnología aplicada en este modelo proviene del Jaguar I-Type Formula E.
Fue el coche del año en 2019.[cita requerida]

## Prestaciones
Tiene dos motores eléctricos síncronos de imanes permanentes integrados uno en cada eje. Proporcionan una potencia combinada de 294 kW (400 CV; 394 HP) y un par máximo de 696 N·m (513 lb·pie).
Los motores giran hasta 12 000 rpm. Tienen una eficiencia del 95% entre 30 a 150 km/h (19 a 93 mph).
Acelera de 0 a 100 km/h (0 a 62 mph) en 4.8 segundos, con una velocidad máxima de 200 km/h (124 mph) y una autonomía de 480 km (298 mi), según el ciclo WLTP.

## Batería

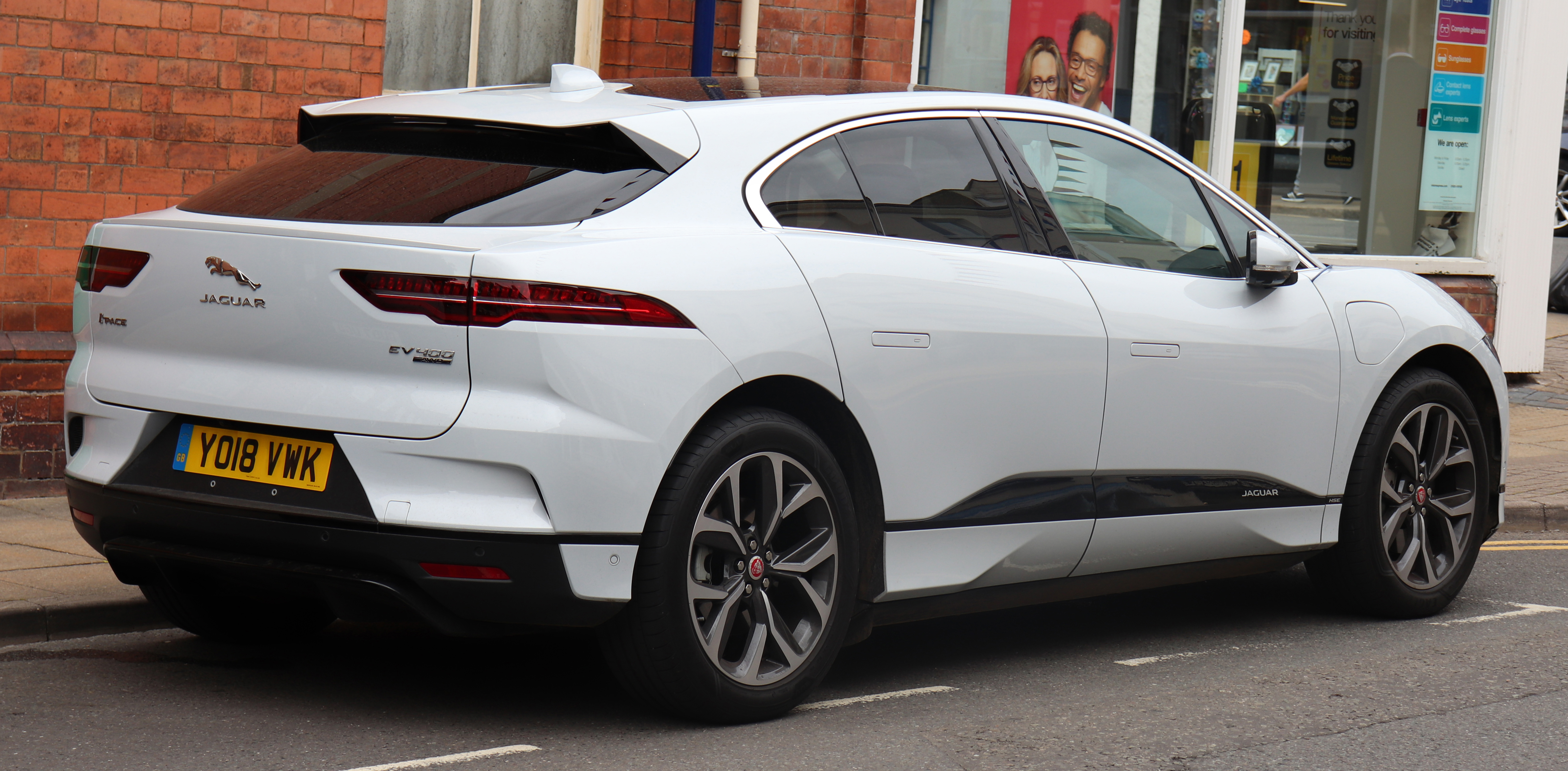
Vista trasera

Dispone de una batería de iones de litio Níquel Cobalto Manganeso de 90 kWh (324 MJ) y 432 celdas. que le proporciona una autonomía de 470 km (292 millas), según el ciclo WLTP.
Tiene 36 módulos de 12 celdas que proporcionan 450 V.
La batería está refrigerada por agua y su temperatura la controla un sistema de gestión de la batería Battery Management System (BMS).
La garantía de la batería es de 8 años limitada a 160 000 km (99 400 millas) a un 70% de capacidad. La garantía del vehículo es de 3 años sin límite de kilómetros.
La ubicación de la batería en el suelo del vehículo le proporciona rigidez estructural al chasis y un centro de gravedad muy bajo para beneficiar la dinámica.
Dispone de tomas de aire activas que se abren cuando se necesita refrigerar la batería.

## Recarga

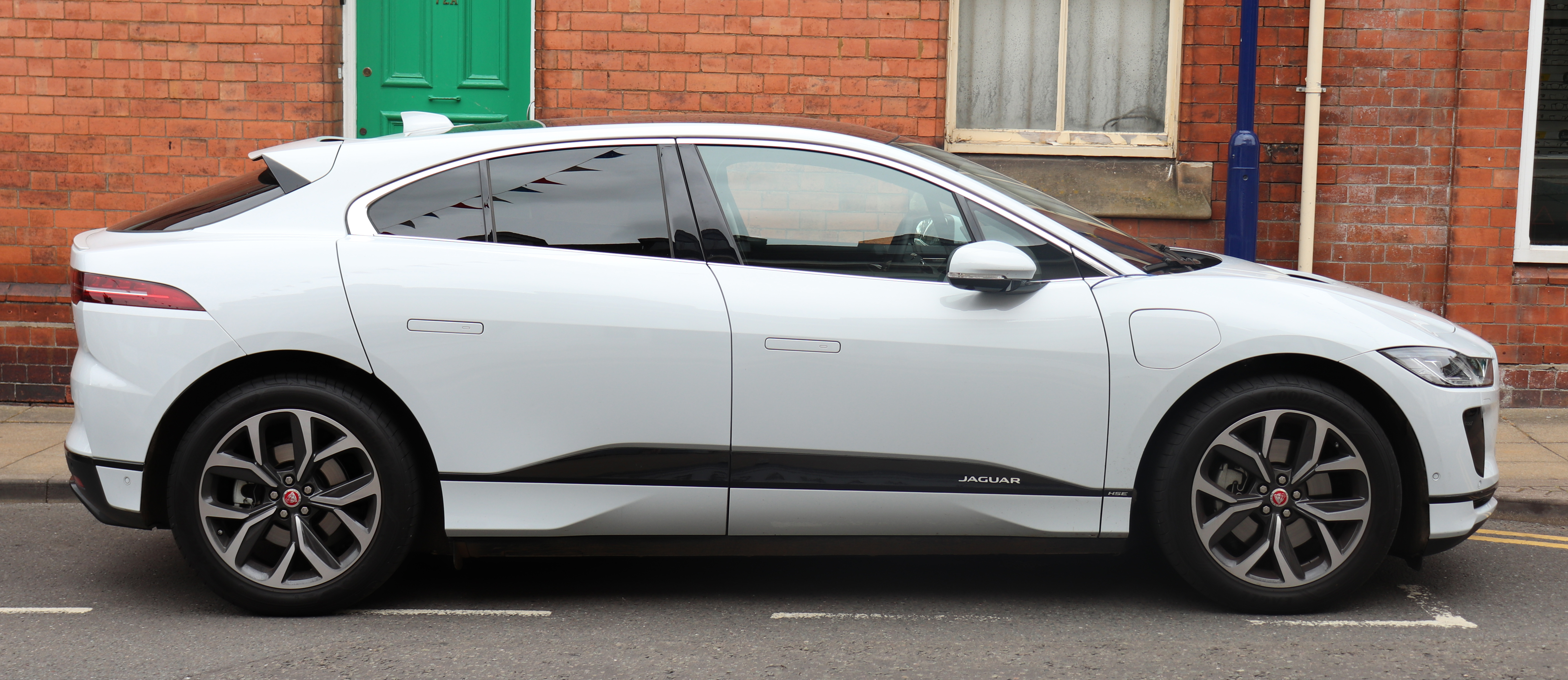
Vista lateral

El cable de carga multifunción, también conocido como cable de carga universal de modo 2, se suministra con el I-PACE y permite cargarlo con una toma doméstica Schuko o un conector industrial (IEC).
Dispone de un cargador de a bordo de corriente alterna monofásica de 7 kW (9,5 CV) con el que se cargar completamente el vehículo durante la noche y obtener hasta 35 km (22 millas) de autonomía por hora. El tiempo de recarga de la batería desde el 0 hasta el 80% es de unas diez horas.
Cuando se utiliza una toma doméstica la velocidad de carga es más lenta, hasta 11 km (7 millas) de autonomía por hora, que cuando se utiliza un cargador de pared de 7 kW (9,5 CV).
Tiene capacidad de efectuar cargas rápidas CCS Combo a 50 a 100 kW (68 a 136 CV) (67 a 134 HP).
El tiempo necesario para una recarga hasta el 80% es de 40 minutos en un cargador rápido de corriente continua CCS Combo de 100 kW (136 CV; 134 HP) y de 1 hora y 25 minutos en uno de 50 kW (68 CV).
Está equipado con tecnología para preservar y proteger la batería del vehículo. Con el preacondicionamiento del habitáculo se puede calentar o enfriar el interior mientras el I-PACE está cargando y la electricidad que se use procederá de la red eléctrica y no de la batería.

## Características

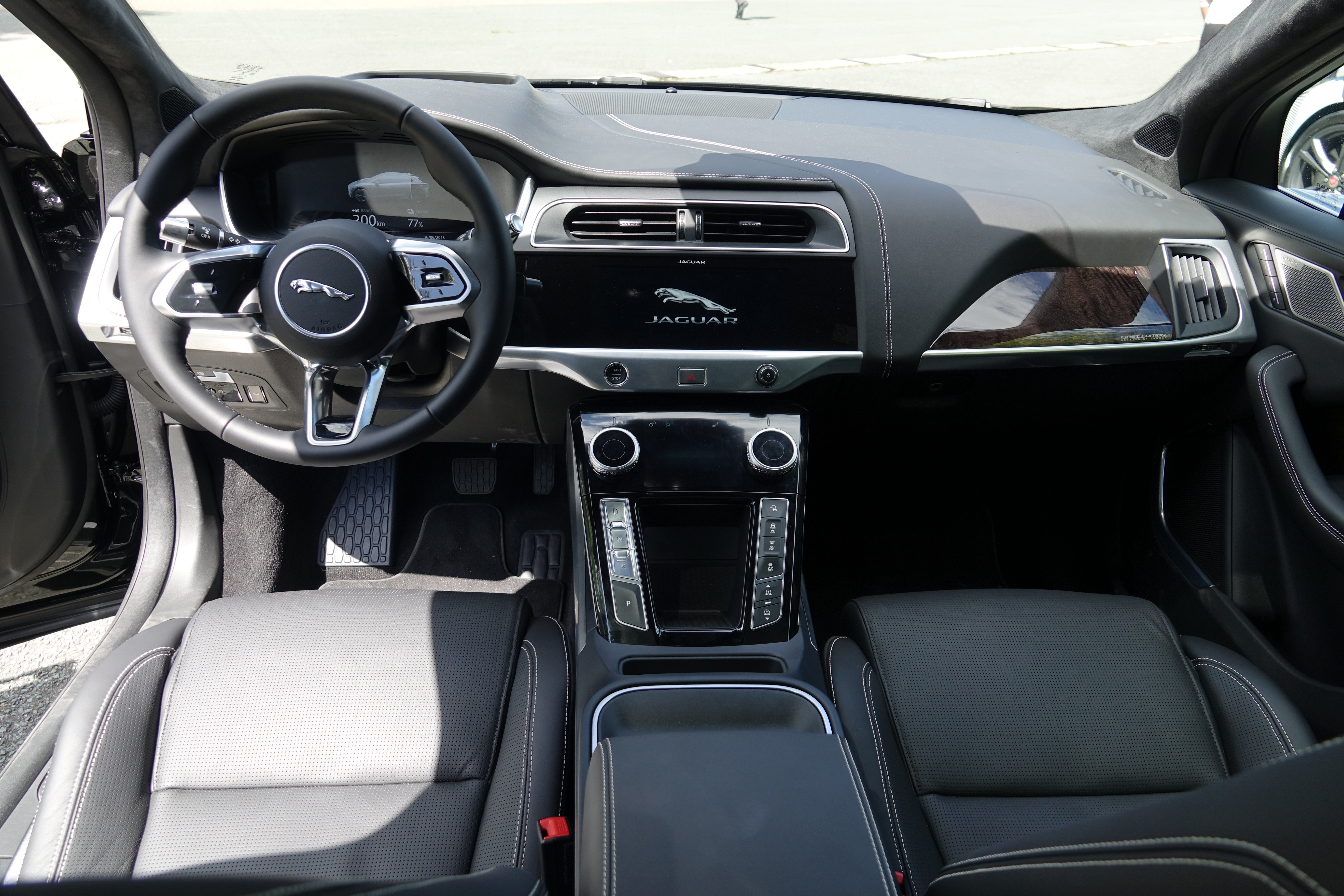
Interior

La transmisión dispone de una sola velocidad.
Dispone de tracción total con la que los motores se pueden adaptar de forma independiente a las acciones del piloto, el estado de la carretera y el agarre disponible.
Dispone de dos niveles de frenada regenerativa seleccionables por el chofer que permiten la conducción con un pedal (one pedal driving) ya que puede alcanzar deceleraciones de hasta 0.4g.
Dispone de una bomba de calor de alta eficiencia que recoge el calor del exterior y de los componentes electrónicos para reducir la demanda de energía de la batería y mejorar la autonomía.
El cuadro de instrumentos principal es una pantalla de 12,3 pulgadas (31,2 cm) donde se puede mostrar el navegador. Además, dispone de una pantalla de infoentretenimiento de 10 pulgadas (25,4 cm) integrada en el panel de instrumentos y otra pantalla táctil de 5 pulgadas (12,7 cm) con datos dinámicos multifunción.
Opcionalmente dispone de una pantalla digital del parabrisas Visualización head-up (HUD) donde mostrar la velocidad e indicaciones de navegación.
Opcionalmente dispone de suspensión neumática activa que baja 10 mm la carrocería a velocidades superiores a 105 km/h (65 mph).
El I-PACE emite una señal acústica externa a velocidades inferiores a 20 km/h (12 mph) para que los peatones sean conscientes de la presencia del vehículo.
El sistema de navegación Navigation Pro permite mostrar una selección mapas en 2D o 3D. Guarda los lugares favoritos y usa gestos multitáctiles para una exploración sencilla del mapa. También indica la autonomía teniendo en cuenta diversos factores, entre los que se incluyen la topología y los límites de velocidad de la carretera.
Los rines pueden ser desde 18 a 22 pulgadas (45,7 a 55,9 cm).[cita requerida]
La llave Bluetooth reconoce la aproximación del chofer y ajusta las preferencias de asientos, aire acondicionado y entretenimiento. El vehículo aprende las preferencias de emisoras de radio de cada chofer. El sistema de climatización tiene en cuenta cuántos pasajeros hay y proporciona calor o frío a las zonas relevantes para ahorrar energía.

## Diseño
Ian Hoban fue el director de línea de vehículo (Vehicle Line Director) y Ian Callum fue el director de diseño.
La carrocería es de aluminio en un 94%, siendo el mayor contenido de aluminio en un Jaguar hasta la fecha. Las piezas están remachadas o pegadas usando tecnología aeroespacial. Cada motor tiene una transmisión concéntrica alineada con el eje.
Cada motor con su transmisión pesa 78 kg (172 lb).
Sobre el motor delantero está el inversor que regula la potencia demandada y por encima está el cargador de a bordo de 7 kW (9,5 CV).
Para mantener las baterías en una temperatura óptima entre 20 a 25 °C (68 a 77 °F) usa intercambiadores de calor, bombas y también recupera calor de los motores.
Es el primer Jaguar que puede realizar actualizaciones de software telemáticas (OTA Over The Air Updates).
Los tiradores de las puertas están enrasados con la carrocería para mejorar la aerodinámica.
No dispone de palanca de cambios y la selección de marchas se hace por medio de botones.
La cajuela tiene una capacidad de 656 L (23,2 pies cúbicos). En la parte delantera tiene otra pequeña cajuela de 27 L (1 pies cúbicos).
Tiene un compartimento de almacenamiento de 10,5 L (0,4 pies cúbicos) debajo del reposabrazos delantero central.
El coeficiente aerodinámico Cd es de 0.29.
La distribución de peso es de 50% en el eje delantero y 50% en el trasero.
La rigidez torsional es la más alta de todos los Jaguar de serie hasta 2018: 36 000 N·m (26 552 lb·pie)/grado.
Puede vadear hasta 20 pulgadas (50,8 cm) de agua.

## Sonido
Iain Suffield diseñó el sonido artificial del motor que se emite por los altavoces del vehículo y que varía según la velocidad y la aceleración. Esto proporciona una indicación dinámica de la respuesta del vehículo.

## Seguridad
De serie incluye los sistemas de seguridad:
- Frenada de emergencia. Ayuda a prevenir las colisiones con otros vehículos, peatones y ciclistas gracias a la cámara, el radar y los sensores de ultrasonido. Si se detecta una posible colisión frontal, el sistema emite los avisos acústicos y visuales pertinentes. Si no se realiza ninguna acción, el sistema acciona los frenos para ayudar a reducir la gravedad del posible impacto.
- Control de crucero limitador de velocidad. El control de crucero te permite mantener una velocidad constante sin necesidad de utilizar continuamente el pedal del acelerador. Con el limitador de velocidad se puede fijar una velocidad máxima del vehículo.
- Limitador de velocidad adaptativo y reconocimiento de señales de tráfico. Mantiene informado de las señales de límites de velocidad y de prohibido adelantar, mostrándolas de manera clara en el cuadro de instrumentos. Cuando está activado, el limitador de velocidad adaptativo utiliza el sistema de reconocimiento de señales de tráfico para ajustar la velocidad del vehículo según corresponda mediante el uso del sistema de control de crucero.
- Monitorización del estado del chofer. A través de la observación de los movimientos de la dirección y la actividad de los pedales de freno y del acelerador, el sistema de monitorización del estado del chofer detecta si está empezando a sentir somnolencia y le avisa con antelación de que necesita descansar.
- Asistencia de permanencia en carril. Detecta si el vehículo se va a salir involuntariamente del carril y aplica un movimiento de dirección para reconducirlo con suavidad.
- Cámara trasera. La cámara de visión trasera proporciona una mejor visibilidad marcha atrás. Para facilitar el estacionamiento, las líneas estáticas que representan el I-PACE y la proyección de su trayectoria aparecen en la pantalla táctil.
- Park Assist. Facilita el aparcamiento en línea o en batería, ya que toma el control del vehículo al entrar o salir de una plaza de aparcamiento. Al seleccionar tanto la marcha para ir hacia adelante como la reversa, solamente se tiene que controlar la velocidad del vehículo. El sistema guiará al chofer en las maniobras mediante gráficos y notificaciones.
- Control de estacionamiento 360°. Los sensores ubicados alrededor del vehículo se activan automáticamente cuando se selecciona la reversa o pueden activarse manualmente. Mientras se maniobra, se indica la proximidad de los obstáculos con avisos acústicos y visuales.
- Detección de salida segura. Avisa a los pasajeros de la parte de atrás de la aproximación de vehículos, ciclistas u otros peligros cuando van a bajarse del vehículo. Si se detecta que se aproxima un peligro, empezará a parpadear un testigo en la puerta. El testigo se apagará automáticamente cuando sea seguro abrir la puerta.
- Monitorización de tráfico en reversa. Este sistema es especialmente útil al dar marcha atrás en una plaza de estacionamiento, ya que avisa de los peligros que se aproximan por cualquiera de los laterales del vehículo. Avisará con señales acústicas y visuales para que el chofer sepa lo que hay detrás de él aunque no pueda verlo.

Opcionalmente o según versiones dispone de:
- Control de crucero adaptativo con sistema stop-start. Mantiene la distancia de seguridad incluso si el vehículo que va delante reduce la velocidad. Si el vehículo de delante se detiene completamente, tu vehículo se parará suavemente detrás. En condiciones de tráfico intermitente, el control de crucero adaptativo reanudará automáticamente la marcha cuando lo haga el vehículo que se encuentra delante.
- Frenada de emergencia a alta velocidad. Detecta si se podría producir una colisión frontal con otro vehículo y muestra una alerta para avisar al chofer de que frene. Si el chofer no reacciona, el sistema frenará para reducir la gravedad del posible impacto. Se activa entre 10 a 160 km/h (6 a 99 mph).
- Asistente de ángulo muerto. Si detecta otro vehículo en el ángulo muerto al empezar a cambiar de carril, este sistema enciende un pequeño indicador de advertencia en el retrovisor exterior correspondiente y aplica a la dirección un par calculado con precisión para apartarte de forma segura del vehículo que se aproxima.
- Control de crucero adaptativo con asistencia a la dirección. Vigila los vehículos que circulan delante y los carriles mediante una cámara y un radar para mantener tu vehículo centrado, además de moderar su velocidad en función del comportamiento del tráfico que hay por delante. Esta característica reduce la velocidad del vehículo. De esta forma, la conducción resultará cómoda y tranquila en condiciones de mucho tráfico.
- Sistema de cámaras surround de 360°. Usa cuatro cámaras digitales discretamente repartidas alrededor del vehículo para mostrar una vista cenital del vehículo de 360° en la pantalla táctil. Para facilitar las maniobras, se pueden mostrar a la vez varias vistas.[cita requerida]